# اچ‌ام‌اس کامبرلند (اف۸۵)
اچ‌ام‌اس کامبرلند (اف۸۵) (به انگلیسی: HMS Cumberland (F85)) یک کشتی است که طول آن 148.1 m (486 ft 9 in) می‌باشد. این کشتی در سال ۱۹۸۶ ساخته شد.